# Ismat Gayibov
Pour les articles homonymes, voir Gayibov.
Ismat Gayibov (en azéri : İsmət İsmayıl oğlu Qayıbov; né le 8 octobre 1942 à Kirovabad (aujourd'hui Gandja) et mort le 20 novembre 1991, près du village de Qarakend) est le premier procureur général de la République d'Azerbaïdjan d'août 1990 au 20 novembre 1991.

## Biographie
Ismat Gayibov est né le 8 octobre 1942 dans la ville de Kirovabad dans une famille d'enseignants, professeurs honorés de la république - Ismail et Firuza Gayibov. La famille Gayibov est originaire de Gazakh. Hussein Efendi Gayibov de la famille Gayibov était le mufti du Caucase pendant 36 ans, Farrukh Aga Gayibov était le premier pilote militaire azerbaïdjanais, péri dans l'une des batailles de la Première Guerre mondiale.
En 1967, Ismat Gayibov est diplômé de la faculté de droit de l'Université d'État d'Azerbaïdjan. À partir de 1965, il devient membre du PCUS. En 1969, il est élu premier secrétaire du comité du Komsomol de la ville d'Ali-Bayramli.

## Parcours professionnel
En mars 1971, il est nommé au bureau du procureur de la RSS d'Azerbaïdjan et procureur adjoint du district des 26 commissaires de Bakou (actuellement le district Sabaїl de Bakou).
En juin 1975, Ismat Gayibov est nommé procureur du parquet de Bakou. À partir de février 1976, il travaille comme chef du département de surveillance générale du bureau du procureur de Bakou. À partir de 1978, il est procureur du district d'Ismailli, en 1982 il est nommé procureur de la ville d'Ali-Bayramli, et de 1987 à 1990, Ismat Gayibov travaille comme procureur de la ville de Sumgayit.
En août 1990, il est nommé procureur général de la RSS d'Azerbaïdjan. Ismat Gayibov devient le premier procureur général de la République souveraine d'Azerbaïdjan.

## Accident
Le 20 novembre 1991, un hélicoptère transportant un certain nombre de hauts fonctionnaires d'Azerbaïdjan, notamment Ismat Gayibov, qui vole de la ville d'Agdam à Martuni est abattu à moins de trois kilomètres du village de Qarakend par les forces armées arméniennes.